# 羟铵盐
羟铵盐是一类含质子化羟胺的盐，化合物中存在NH3OH+阳离子。除此之外，[(NH3OH)2H]+和[(NH3OH)3H]+也是已知的。

## 制备与性质
羟铵盐可由羟胺和酸的中和反应制得，或通过复分解反应及配体取代反应得到：
NH2OH + CH3COOH → CH3COONH3OH
2 NH3OHF + H2SiF6 → (NH3OH)2SiF6 + 2 HF
NH3OHCl + VOF3 + HF → (NH3OH)VOF4 + HCl↑
由于NH3OH+具有还原性，它和氧化性阴离子形成的盐是不稳定的，如氯酸羟胺自发分解为硝酸羟胺和二氧化氯。
其离子在溶液中可以和氧化性离子发生反应：
NH3OH+ + 2 HSO5− → 2 SO42− + N2 + 3 H2O + 3 H+
2 NH3OH+ + 2 FeIII → 2 FeII + N2 + 2 H2O + 4 H+